# Kattaḫḫa
Kattaḫḫa ist eine hattisch-hethitische Göttin mit einem Hauptkult in Ankuwa.

## Name
Das hattische Wort kattaḫ „Königin“ erscheint in hattischen Texten als Anrede verschiedener Göttinnen. Die Bezeichnung stellt einen Titel dar, der verschiedene hattische und hethitische Göttinnen bezeichnen kann. In hethitischen Texten wird der Name sehr uneinheitlich geschrieben, Kat(t)aḫḫa und Kat(t)aḫḫi kommen am häufigsten vor, seltener sind Kataḫga, Ḫataḫḫa, Ḫataḫga, Ḫatagga, Ḫatakki und einmal Ḫatkatta. Alle Formen können für die Stadtgöttin von Ankuwa vorkommen. Sumerographisch wird der Name auch  DINGIRMUNUS.LUGAL geschrieben, das auch die hethitische Göttin Ḫaššuššara bezeichnen kann.

## Aufgaben und Verehrung
Göttinnen mit dem Epitheton Kattaḫḫa wurden in großen Regionen von Zentral- und Nordanatolien verehrt und standen häufig an der Spitze der traditionellen lokalen Panthea. Das Wesen dieser Göttinnen ist nicht ganz klar, möglicherweise sind sie für die Natur, die Fruchtbarkeit und die Wildtiere zuständig. Göttinnen mit dem Titel Kattaḫḫa traten in der hethitischen Großreichszeit als göttliche Zeugen in offiziellen Verträgen auf.
In althethitischer Zeit empfing die Göttin Kattaḫḫa gemeinsam mit dem Wettergott von Zippalanda beim KI.LAM-Fest ihr Opfer. Beim KI.LAM-Fest wurde auch die Kattaḫḫa von Ankuwa verehrt. Zudem gehörte Kattaḫḫa einer Gruppe von Gottheiten an, die im Tempel der Sonnengöttin von Arinna beopfert wurde. In der hethitischen Großreichszeit wurde Kattaḫḫa auch beim AN.DAḪ.ŠUM-Fest verehrt.
Kattaḫḫa nahm eine prominente Position in den Panthea der Städte Ḫanḫana und Kašḫa ein, an deren Spitze der Gott Telipinu und seine Partnerin Ḫatepinu standen. In denselben Städten konnte sie aufgrund ihrer prominenten Position aber auch selbst als Partnerin des Telipinu gelten.

## Individuell hervortretende Königinnen

### Kattaḫḫa von Ankuwa und Katapa
Eine hervorragende Position im lokalen Pantheon nahmen in althethitischer Zeit Kattaḫḫa von Ankuwa und Kattaḫḫa von Katapa ein. Kattaḫḫa von Katapa spielte in einem althethitischen Reinigungsritual für das hethitische Königspaar und das Ḫatti-Land eine große Rolle. Auch in der hethitischen Großreichszeit gehörten die Königinnen von Ankuwa und Katapa noch dem Staatspantheon an. Kattaḫḫa von Katapa verlor jedoch an Bedeutung, als Hethiterkönig Muršili II. in Katapa den Kult des Wettergottes Teššub von Ḫalab von Ḫattuša mit dem Beinamen muwatalli und seiner Gefährtin Ḫebat einführte.

### Taḫattanuit
Eine Göttin, die den Titel Königin trägt, ist die Quellgöttin Taḫattanuit, die "Mutter der Quelle, die Königin". Taḫattanuiti ist die Geliebte eines Wettergottes.